# Sara Fanta Traore
Sara Fanta Traore, född 12 januari 1992 i Köpenhamn, Danmark, är en dansk skådespelare.
Sara Fanta Traore har bland annat medverkat i TV-serien Sjuksköterskan, Bakom varje man och Reservatet. I den sistnämnda spelade hon polisen Aicha, en av de tongivande karaktärerna.

## Filmografi
- 2022 – Lille Allan – den mänsklige antennen
- 2023 – Sjuksköterskan (TV-serie)
- 2023 – Bakom varje man (TV-serie)
- 2025 – Reservatet (TV-serie)
- 2025 – Begravda hemligheter (TV-serie)